# جبل سليمان
جبل سليمان هو من مواقع التراث العالمي في قيرغيزستان. في مدينة أوش. يبرز الجبل بصورة شديدة الانحدار من وادي فرغانة مشكّلاً منظراً رائعاً وهو مقصد للزوار المسلمين من كازاخستان وخارجها.
وينسب المزار الموجود فيه للنبي سليمان حيث يقال أنه مدفون في هذا الجبل، ومن الأساطير الشائعة بين أهالي كازاخستان إن النساء إذا ما صعدن الجبل للزيارة ينجبن أطفال أصحاء.
طبقاً لمنظمة اليونسكو يعتبر جبل سليمان مثال متكامل «للجبل المقدس» في وسط آسيا حيث أحتفظ هذا الجبل بمكانته لبضعة الآلاف من السنين. ويقع على قمة الجبل مسجد بني على يد بابر في عام 1510. وأعيد ترميم المسجد أواخر القرن العشرين.
كما يحتوي الجبل «متحف مجمع سليمان الوطني التأريخي والأثري» الذي بُني خلال الحقبة السوفيتية وتعرض فيه الاكتشافات الأثرية من الجبل وتأريخه.

## معرض صور

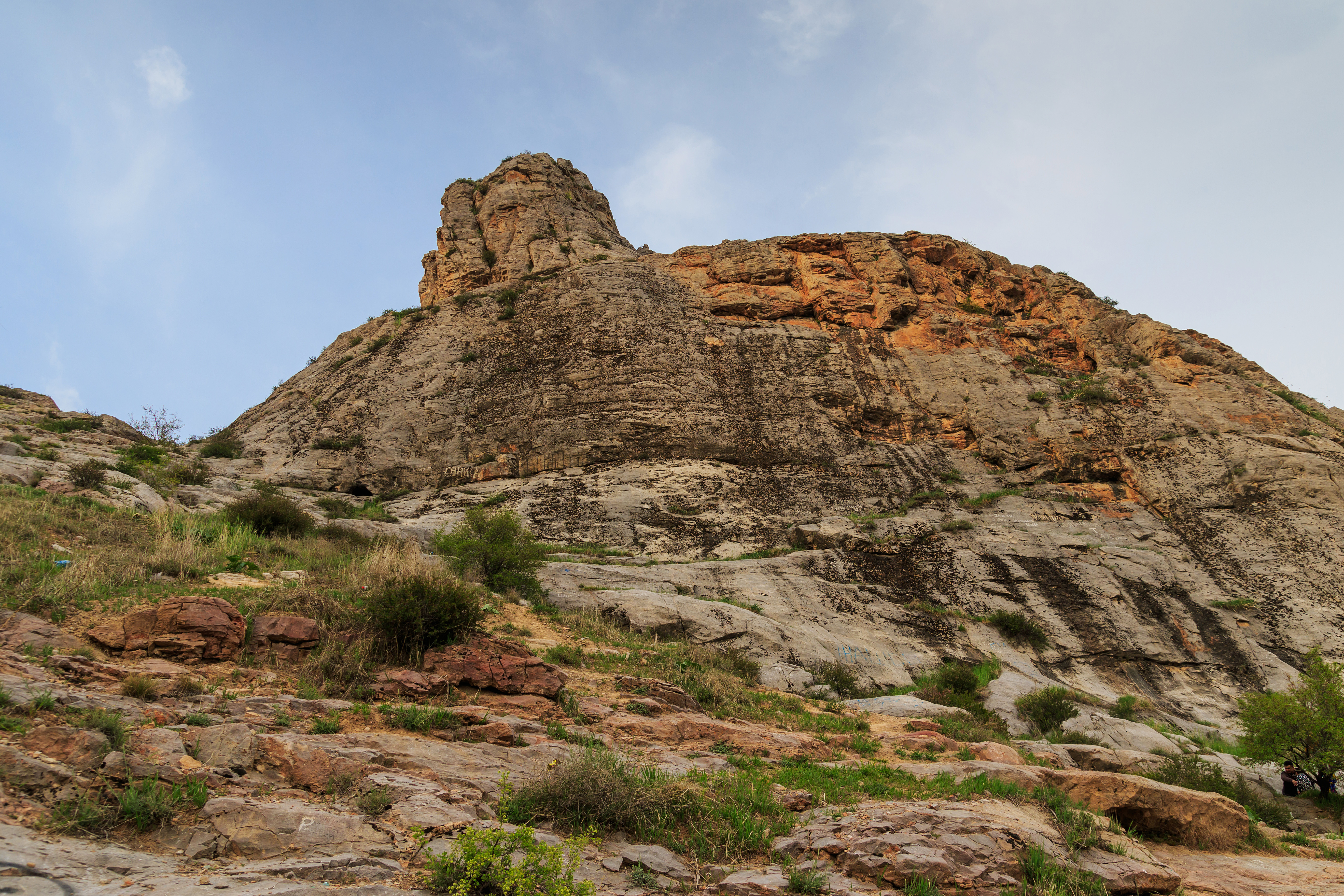
لقطة لجبل سليمان
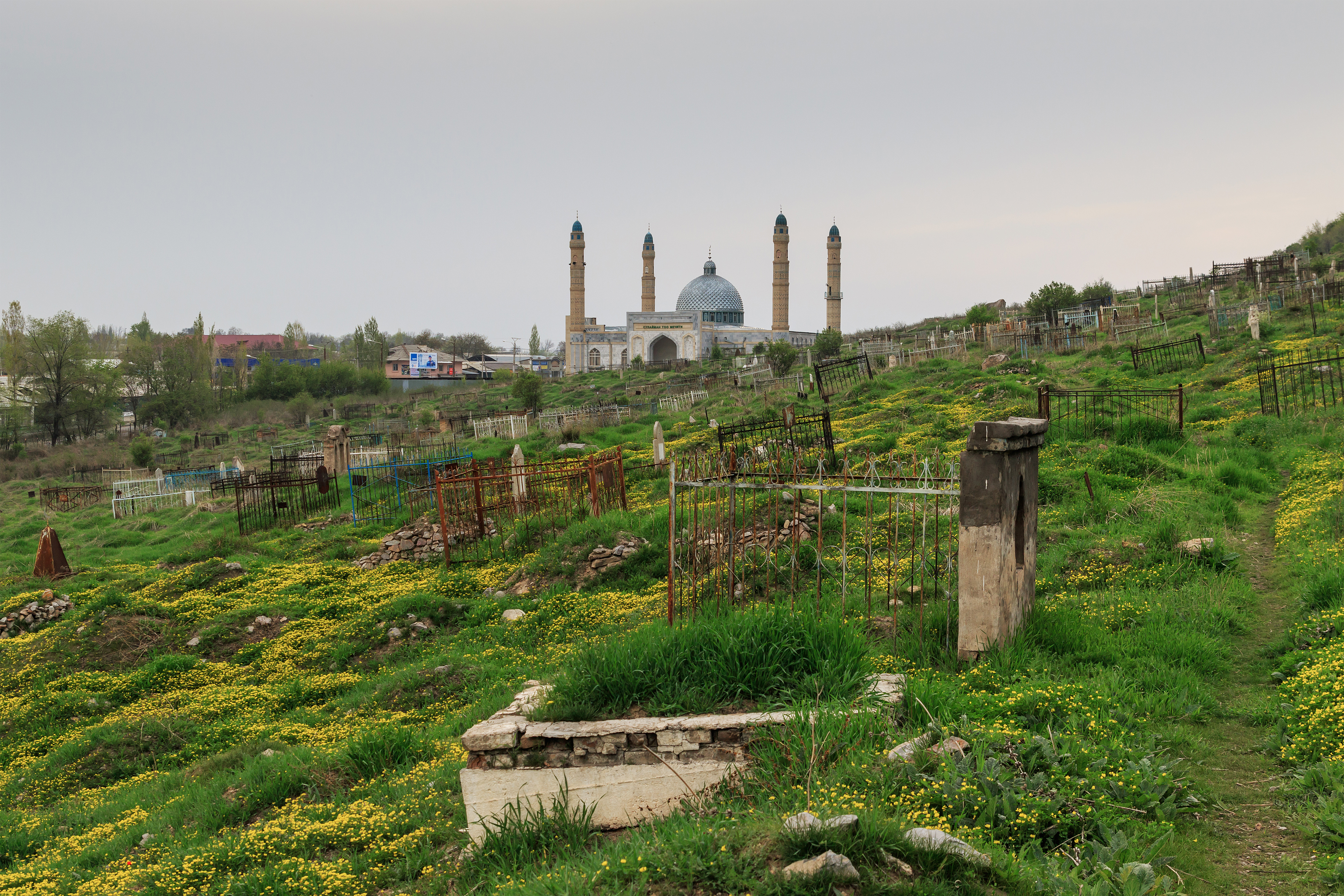
مقبرة جبل سليمان
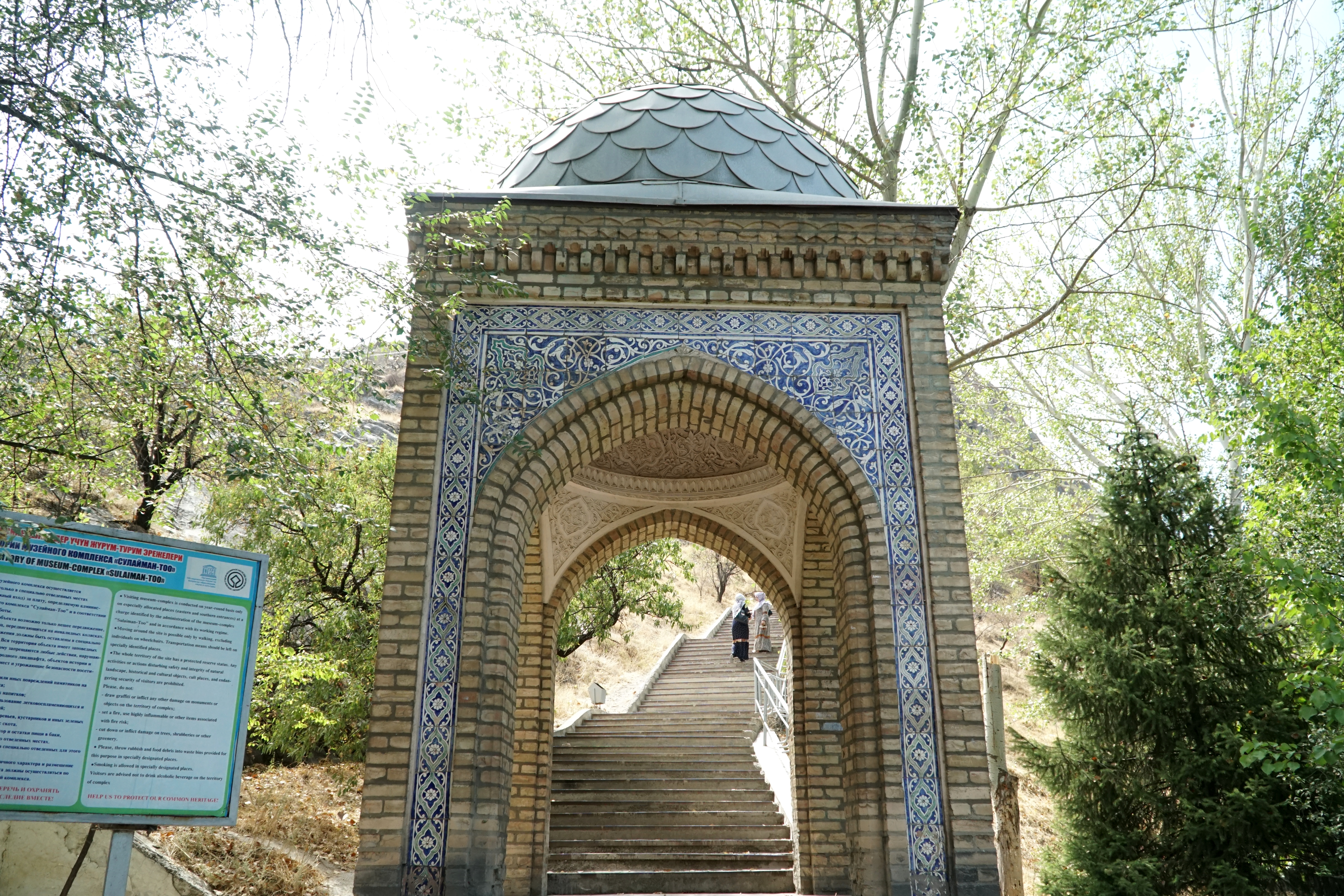
بناء على جبل سليمان
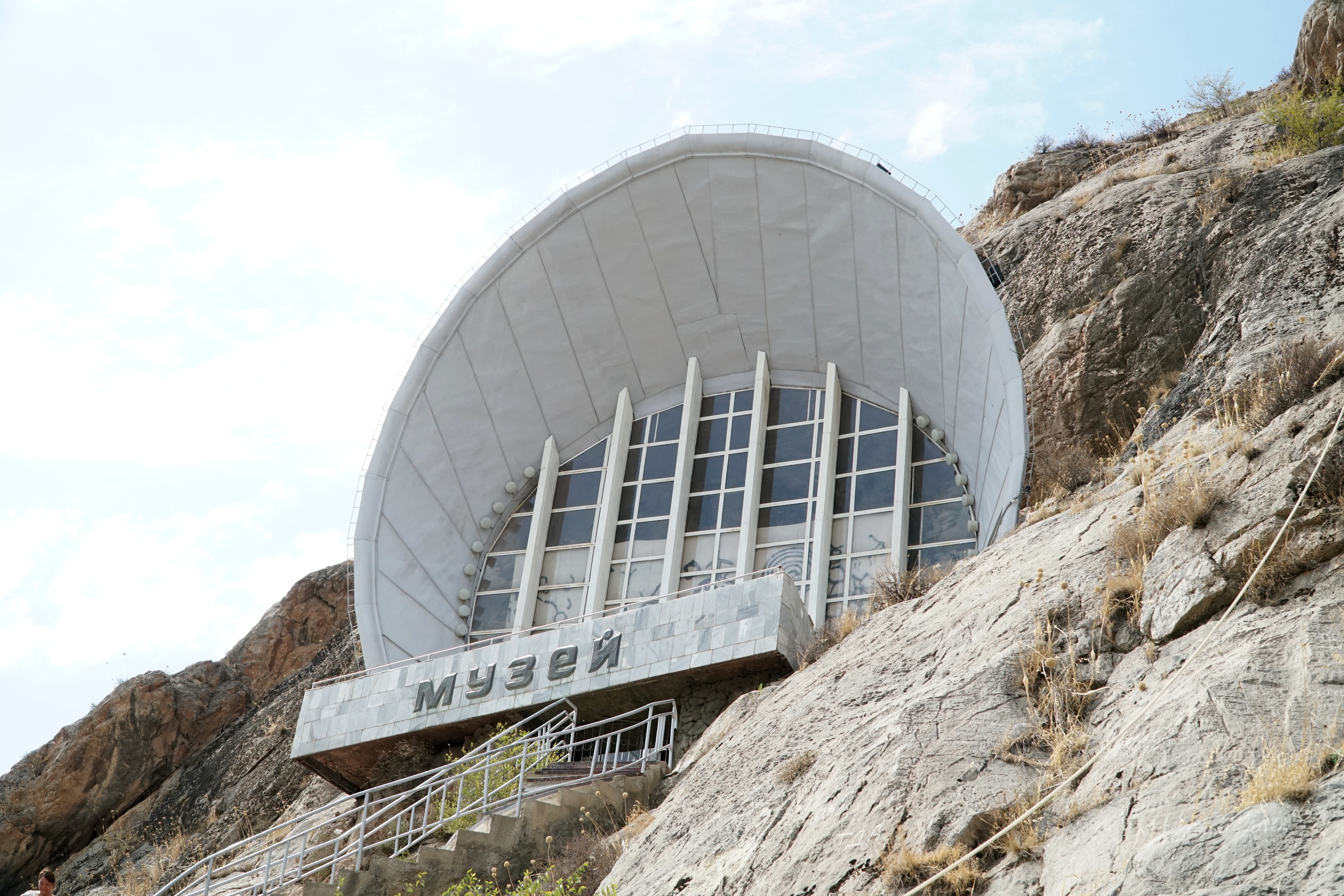
متحف تاريخي ومعماري وطني
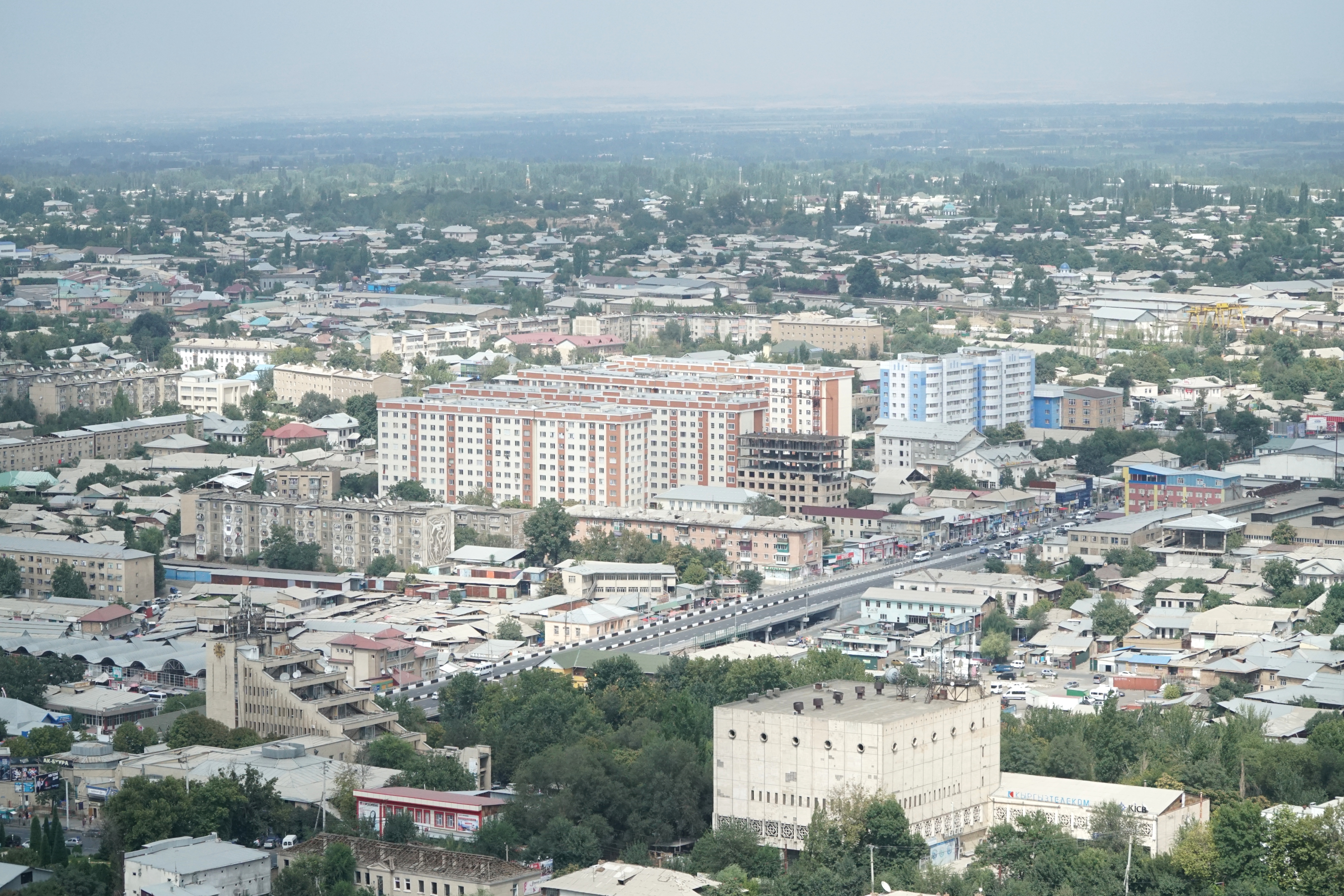
أطلالة من جامع سليمان

## اقرأ أيضاً
- قائمة مواقع التراث العالمي في إيران.